# Rink hockey aux Jeux olympiques d'été de 1992 - Demi-finales
La phase de demi-finales de la compétition de rink hockey des Jeux olympiques d'été de 1992 s'est déroulée entre le 1er et le 5 août au Pavelló d'Esports de Reus, à Reus. Pour cette phase, les six meilleures équipes du tour préliminaire ont été regroupées dans un même groupe. Il s'agissait de l'Argentine, le Brésil, l'Italie, les Pays-Bas, le Portugal et l'Espagne. Chaque équipe rencontre les autres équipes une fois, pour un total de 5 matchs, soit un match par jour. Finalement, les deux meilleures équipes s'affrontent lors d'un match pour la médaille d'or, le troisième et le quatrième se disputent la médaille de bronze.
| Equipe       | Pts | Joués | G | N | P | +  | -  |
| ------------ | --- | ----- | - | - | - | -- | -- |
| 1. Espagne   | 9   | 5     | 4 | 1 | 0 | 19 | 8  |
| 2. Argentine | 8   | 5     | 4 | 0 | 1 | 18 | 9  |
| 3. Portugal  | 6   | 5     | 3 | 0 | 2 | 22 | 12 |
| 4. Italie    | 4   | 5     | 2 | 0 | 3 | 21 | 19 |
| 5. Brésil    | 3   | 5     | 1 | 1 | 3 | 12 | 20 |
| 6. Pays-Bas  | 0   | 5     | 0 | 0 | 5 | 5  | 29 |

## Matchs

### Première journée
| Demi-finale   | Pays-Bas | 0-5   | Brésil                                                               | Pavelló d'Esports de Reus Reus                          |                                                         |
| 1er août 1992 |          | (0-2) | Alan Feres Karam (2) F. Louzada de Jesus Jurandir Silva M. Cavallaro | Arbitrage : Miguel Angel Marti Corcuera Mario del Carlo | Arbitrage : Miguel Angel Marti Corcuera Mario del Carlo |

| Demi-finale   | Portugal                                   | 5-3   | Italie                               | Pavelló d'Esports de Reus Reus                                |                                                               |
| 1er août 1992 | Luís Ferreira (3) Paulo Almeida PauloAlves | (3-2) | Massimo Mariotti (2) Enrico Mariotti | Arbitrage : Alfonso Mestres Torrens Horacio Ricardo Bernardez | Arbitrage : Alfonso Mestres Torrens Horacio Ricardo Bernardez |

| Demi-finale   | Argentine                           | 2-3   | Espagne                                             | Pavelló d'Esports de Reus Reus                       |                                                      |
| 1er août 1992 | A. Rodriguez Crespo R. Roldan Gomez | (1-2) | A. Avecilla Porto Joan Ayats Presas S. Carda Torner | Arbitrage : Luis Alfredo Dias Rei José Emygdio Costa | Arbitrage : Luis Alfredo Dias Rei José Emygdio Costa |

### Deuxième journée
| Demi-finale | Brésil       | 1-6   | Italie                                                     | Pavelló d'Esports de Reus Reus                            |                                                           |
| 2 août 1992 | M. Cavallaro | (0-3) | Francesco Amato (3) Massimo Mariotti (2) Enrico Bernardini | Arbitrage : Luis Alfredo Dias Rei Alfonso Mestres Torrens | Arbitrage : Luis Alfredo Dias Rei Alfonso Mestres Torrens |

| Demi-finale | Argentine                             | 2-1   | Portugal    | Pavelló d'Esports de Reus Reus                          |                                                         |
| 2 août 1992 | D. Allende Martinez P. Cairo Valdivia | (1-0) | Paulo Alves | Arbitrage : Miguel Angel Marti Corcuera Mario del Carlo | Arbitrage : Miguel Angel Marti Corcuera Mario del Carlo |

| Demi-finale | Pays-Bas                           | 2-5   | Espagne                                                                    | Pavelló d'Esports de Reus Reus                |                                               |
| 2 août 1992 | Remon Lugtenburg P. Cairo Valdivia | (1-1) | J. Benito Martinez (2) A. Avecilla Porto Joan Carles Colas S. Carda Torner | Arbitrage : Carlos Freitas José Emygdio Costa | Arbitrage : Carlos Freitas José Emygdio Costa |

### Troisième journée
| Demi-finale | Brésil             | 1-3   | Argentine                         | Pavelló d'Esports de Reus Reus                        |                                                       |
| 3 août 1992 | V. Nogueira Santos | (0-2) | R. Roldan Gomez (2) J. Paez Picon | Arbitrage : Alfonso Mestres Torrens Robert Glenn Gara | Arbitrage : Alfonso Mestres Torrens Robert Glenn Gara |

| Demi-finale | Pays-Bas      | 1-8   | Italie                                                                       | Pavelló d'Esports de Reus Reus                             |                                                            |
| 3 août 1992 | M. Lugtenburg | (0-6) | Francesco Amato (3) Enrico Mariotti (2) Massimo Mariotti (2) Roberto Crudeli | Arbitrage : José Emygdio Costa Miguel Angel Marti Corcuera | Arbitrage : José Emygdio Costa Miguel Angel Marti Corcuera |

| Demi-finale | Espagne                                                 | 3-1   | Portugal      | Pavelló d'Esports de Reus Reus                        |                                                       |
| 3 août 1992 | F. Pujalte Camarasa Joan Ayats Presas Joan Carles Colas | (0-0) | Luís Ferreira | Arbitrage : Mario del Carlo Horacio Ricardo Bernardez | Arbitrage : Mario del Carlo Horacio Ricardo Bernardez |

### Quatrième journée
| Demi-finale | Portugal                                                                         | 7-2   | Pays-Bas                      | Pavelló d'Esports de Reus Reus                             |                                                            |
| 4 août 1992 | Vitor Hugo Silva (2) Vitor Fortunato (2) António Neves Luís Ferreira Paulo Alves | (1-2) | Arjan Vangerven M. Lugtenburg | Arbitrage : José Emygdio Costa Miguel Angel Marti Corcuera | Arbitrage : José Emygdio Costa Miguel Angel Marti Corcuera |

| Demi-finale | Espagne                                 | 3-3   | Brésil                              | Pavelló d'Esports de Reus Reus             |                                            |
| 4 août 1992 | Joan Ayats Presas (2) Joan Carles Colas | (1-2) | V. Nogueira Santos (2) M. Cavallaro | Arbitrage : Mario del Carlo Carlos Freitas | Arbitrage : Mario del Carlo Carlos Freitas |

| Demi-finale | Italie                              | 3-7   | Argentine                                                                                     | Pavelló d'Esports de Reus Reus                            |                                                           |
| 4 août 1992 | Francesco Amato (2) Roberto Crudeli | (0-1) | G. Cairo Valdivia (2) J. Paez Picon (2) D. Allende Martinez P. Cairo Valdivia R. Roldan Gomez | Arbitrage : Luis Alfredo Dias Rei Alfonso Mestres Torrens | Arbitrage : Luis Alfredo Dias Rei Alfonso Mestres Torrens |

### Cinquième journée
| Demi-finale | Argentine                                                                     | 4-1   | Pays-Bas         | Pavelló d'Esports de Reus Reus                                  |                                                                 |
| 5 août 1992 | D. Allende Martinez G. Cairo Valdivia P. Cairo Valdivia R. Monserrat Barragan | (2-1) | Remon Lugtenburg | Arbitrage : Miguel Angel Marti Corcuera Alfonso Mestres Torrens | Arbitrage : Miguel Angel Marti Corcuera Alfonso Mestres Torrens |

| Demi-finale | Portugal                                                        | 8-2   | Brésil         | Pavelló d'Esports de Reus Reus               |                                              |
| 5 août 1992 | António Neves (3) Pedro Alves (2) Rui Lopes (2) Vitor Fortunato | (1-0) | Jurandir Silva | Arbitrage : Carlos Freitas Robert Glenn Gara | Arbitrage : Carlos Freitas Robert Glenn Gara |

| Demi-finale | Italie     | 1-5   | Espagne                                                                     | Pavelló d'Esports de Reus Reus                       |                                                      |
| 5 août 1992 | Dario Rigo | (0-3) | A. Rovira Lecha (2) F. Pujalte Camarasa Joan Carles Colas R. Peralta Rabade | Arbitrage : Luis Alfredo Dias Rei José Emygdio Costa | Arbitrage : Luis Alfredo Dias Rei José Emygdio Costa |